# Marek Szarffenberg

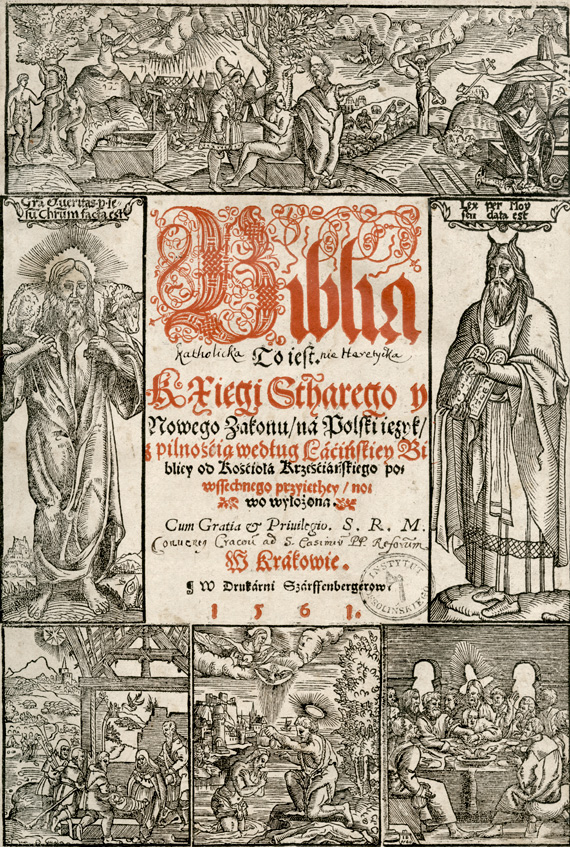
Biblia Leopolity wydana w drukarni Szarffenbergów w 1561

Marek Szarffenberg (ur. w Lubomierzu, zm. 1545 w Krakowie) – księgarz, wydawca, drukarz i papiernik krakowski, wywodzący się ze Śląska. Senior rodu Szarffenbergów, polskich drukarzy.  

## Biografia

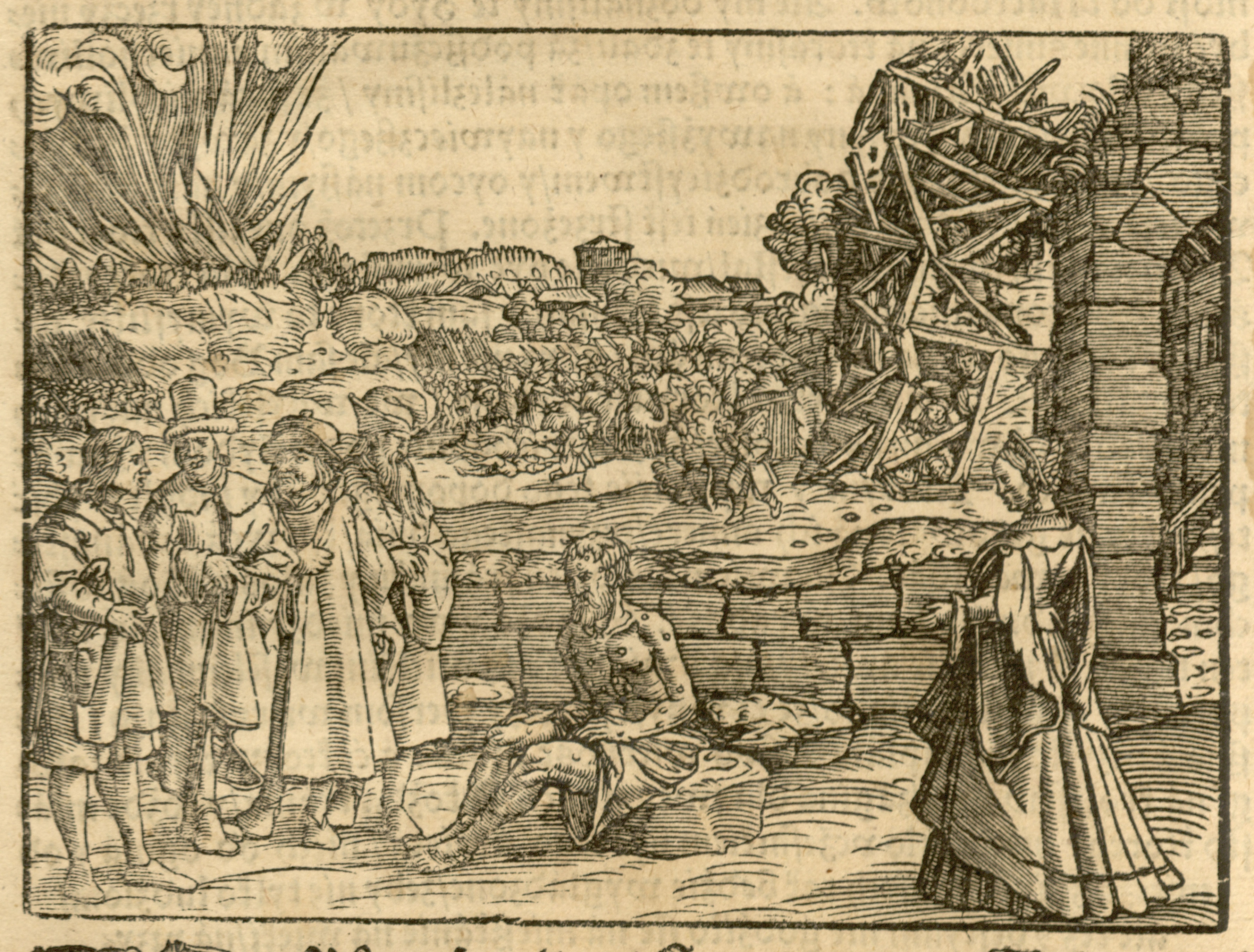
Biblia Leopolity, Hiob

W początkach XVI w. przybył z Lubomierza do Krakowa razem z krewnym Maciejem Szarffenbergiem. W 1506 otrzymał prawa miejskie krakowskie. Przez długi czas zajmował się handlem księgarskim, opłacał nakłady, które drukowane był przez m.in. Jana Hallera, Floriana Unglera i Hieronima Wietora. Współpracował także z drukarnią Johanna Weissenburgera z Norymbergi, gdzie w 1511 wydał dzieło Michała z Wrocławia. W 1514 nabył najstarszą w Krakowie księgarnię.
Początek XVI wieku nie był dla krakowskich drukarzem okresem prosperity. Rynek zdominowany był przez Hallera, który legitymując się królewskim przywilejem utrudniał, a czasami wręcz uniemożliwiał działalność innym drukarzom. Marek razem z innymi drukarzami rozpoczął rywalizację z Hallerem. Był w bliskich kontaktach z Hieronimem Wietorem, pochodzącym również z Lubomierza, z którym był spokrewniony. Często odwiedzał go, podczas jego pobytu w Wiedniu. Prawdopodobnie za jego namową Wietor pozostawił synowi w Wiedniu dobrze prosperującą drukarnię i przeniósł się w 1517 do Krakowa. W tym samym roku Haller zaczął mieć kłopoty finansowe i zrzekł się przywileju. Stworzyło to możliwość nieskrępowanego rozwoju krakowskiego drukarstwa.
Marek Szarffenberg był zręcznym przedsiębiorcą, który utrzymywał rozległe kontakty w wielu częściach Europy. Na handlu książkami i rycinami dorobił się znacznego majątku. Zaliczany jest do największych, po Hallerze, księgarzy krakowskich. Pieniądze były tak znaczne, że zakupił dwie papiernie w Balicach i Prądniku pod Krakowem, założył własny warsztat introligatorski, a dwa lata przed śmiercią, w 1543, drukarnię w mieście. 
Swoich synów, Stanisława i Mikołaja, wykształcił na drukarzy. Pracowali w oficynie ojca, która do 1565 nazywała się Oficyną Dziedziców Marka Szarffenberga. Obaj zostali nobilitowani w 1554 przez cesarza rzymskiego Ferdynanda I Habsburga, co skłoniło ich do zmiany nazwiska na Szarffenberger.  Zaczęli też posługiwać się herbowym sygnetem drukarskim. Po śmierci matki, Agnieszki, Stanisław pozostał w domu rodzinnym, przy ul. św. Anny. Tam też prowadził drukarnię i księgarnię do 1584. Mikołaj kupił dom przy ul. Grodzkiej 3 i urządził w nim oficynę, w której wydawał różne druki urzędowe, przywileje, konstytucje i statuty. Córka Anna wyszła za mąż za Marcina Siebeneichera, również drukarza, wnosząc w posagu papiernię w Prądniku Małym. Ich syn Mateusz ożenił się z wdową po Hieronimie Szarffenbergu, synu Macieja Szarffenberga i przejął spuściznę krewnego swego dziadka Marka, z którym przybył do Krakowa w początkach XVI w.

## Ważniejsze wydania

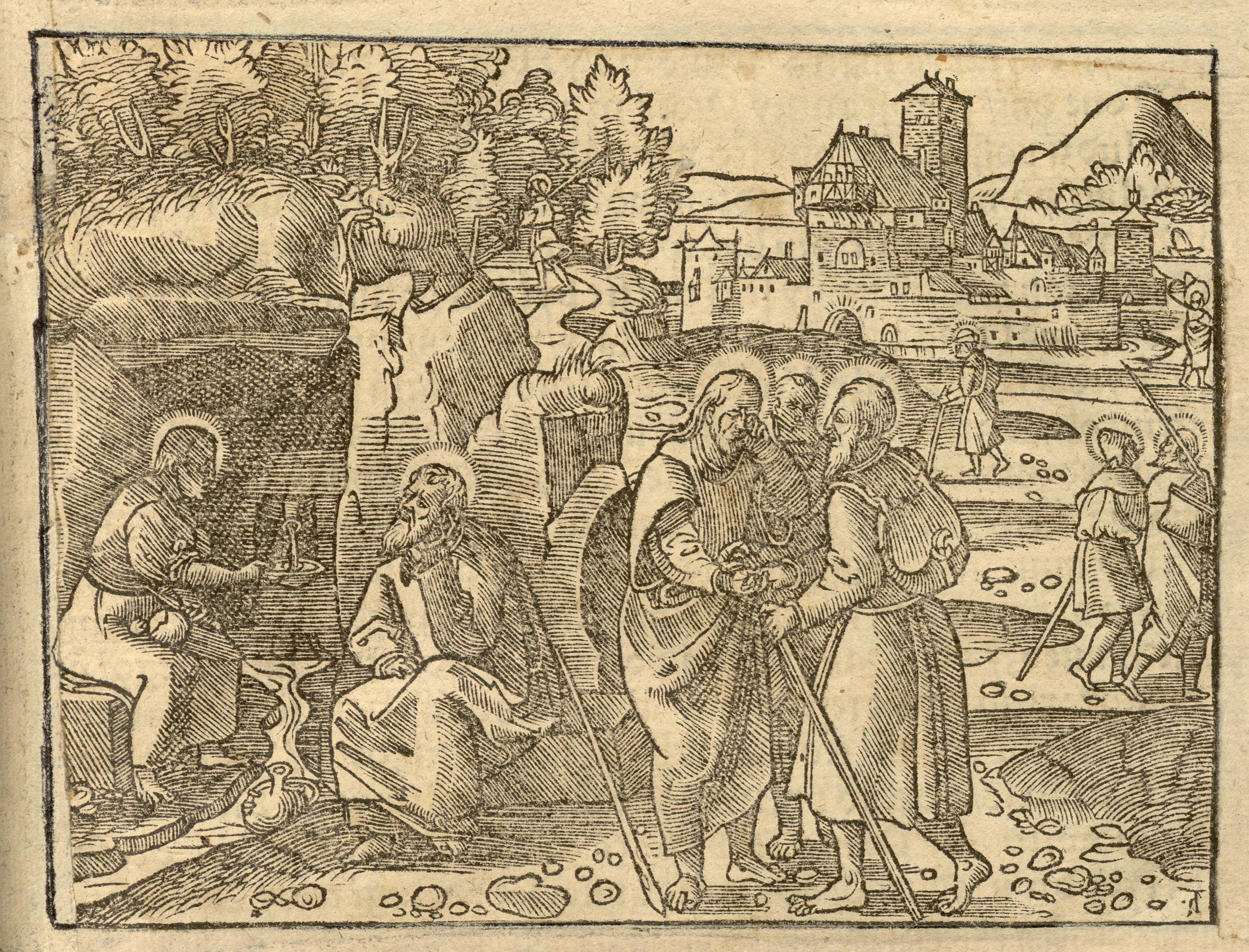
Biblia Leopolity, Apostołowie

Marek Szarffenberg pisał w języku łacińskim przedmowy i dedykacje do książek wydanych własnym nakładem. W 1524 ukazał się brewiarz Breviarium Cracoviense, wspólne dzieło Jana Hallera, Marka Szarffenberga i Hieronima Wietora, jako wyraz współpracy krakowskich drukarzy i księgarzy. 
Jako nakładca drukował w wielu drukarniach:
- 1511 – Introductorium dyalectice quod congestum logicum appellatur, Michał Wrocławczyk, drukarnia Johanna Weissenburgera w Norymberdze.
- 1518 – Judicium celebratissime universitatis Cracoviensis ad annum 1519. recollectum, Mikołaj z Toliszkowa, drukarnia Hieronima Wietora, Kraków[9].
- 1522 – Prognosticon super novis stupendis et prius non visis planetarum coniunctionibus magnis Anno domini MDXXIII futuris, Johann Virdung de Hasfurt, drukarnia Hieronima Wietora, Kraków[10]
- 1522 – Pronosticon, Super novis Planetarum coniunctionibus magnis Anno M.D.XXII futuris, Johann Virdung de Hasfurt, drukarnia Hieronima Wietora, Kraków[11]
- 1523 – Prognosticon super planetarum coniunctionibus a. 1524, Johann Virdung de Hasfurt, drukarnia Hieronima Wietora, Kraków[12]
- 1528 – Judicium astrologicum ad annum M.D.XXviii practicatum, Mikołaj z Szadka, drukarnia Macieja Szarffenberga, Kraków[13]
- 1528 – Judicium astrologicum Cracoviense ad annum 1529, Mikołaj z Szadka, drukarnia Macieja Szarffenberga, Kraków[14]
- 1529 – Tractatus de administrandis rite ecclesiasticis scramentis, celebrandisque missarum solennis et censuris ecclesiasticis canonice observandis, Nicolaus de Błonie, drukarnia Macieja Szarffenberga, Kraków[15]
- 1532 – De grammatica Johannesa Hontera, kilka wydań w Krakowie[16]
- 1538 – Breviarium Cracoviense. Wydawca: Marek Szarfenberg. Miejsce wydania: Wenecja[17]

### Drukarnia Marka Szarffenberga

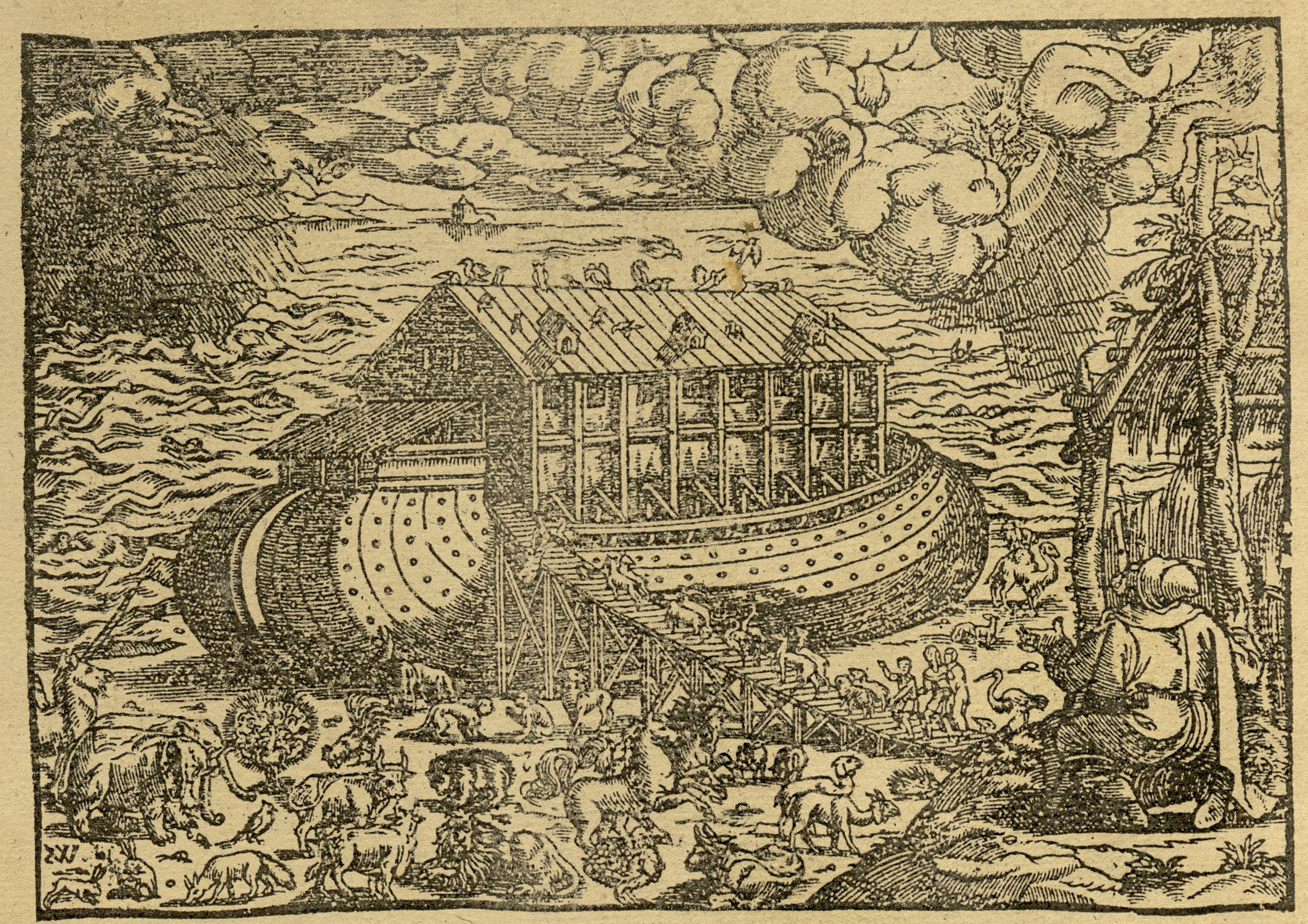
Biblia Leopolity, Arka Noego

Własną drukarnię Marek Szarffenberg otworzył około 2 lata przed śmiercią. Wydrukowany został w niej pierwszy utwór Mikołaja Reja, którego data druku jest znana:  Krótka rozprawa między trzema osobami, Panem, Wójtem a Plebanem  w 1543 pod pseudonimem Ambroży Korczbok Rożek.  
Ważniejsze utwory wydrukowane za życia Marka Szarffenberga:
- 1543 – O karze mężobójstwa, Andrzej Frycz Modrzewski[19]
- 1543 – Fidelis subditus, Stanisław Orzechowski[19]
- 1545 – Prognosticon ad annum 1545, drukarnia Marka Szarffenberga, Kraków[20]

Najważniejszym dziełem drukarni Szarffenbergów jest Biblia Leopolity, nazywana też Biblią Szarffenbergowską lub Krakowską, będąca pierwszym w całości wydanym w języku polskim przekładem Biblii. Wydana została w 1561, już po śmierci Marka Szarffenberga. Jej tłumaczenie zostało zlecone przez Marka i jego syna Stanisława. Popularność i szybkie wyczerpanie nakładu spowodowało konieczność wydania kolejnych edycji, co było swoistym precedensem. Dedykowano ją królowi Zygmuntowi II Augustowi. Foliał zdobią 284 drzeworyty obrazujące różne sceny biblijne.